# Caleta Barros
La Caleta Barros, para Argentina Caleta Esquitines, es una subbahía de la Bahía de Wilhelmina en la costa Danco de la Tierra de Graham en el norte de la Península Antártica. Se encuentra al suroeste de una península que se extiende en la orilla sureste de la Bahía Wilhelmina en dirección norte-noroeste.
Los científicos chilenos la nombraron en honor a Ramón Barros González, capitán del buque tanque Maipo de la 7ª Expedición Antártica Chilena (1952–1953). El trasfondo del nombre argentino permanece aún desconocido.